# Niñas en negro
Las niñas en negro (Jeunes filles en noir) es una pintura al óleo sobre lienzo, realizada en 1881 por el pintor francés Pierre-Auguste Renoir. Se expone en el Museo Pushkin de Moscú, que tiene otra obra de este pintor, llamada Jeanne Samary.
La chica de la derecha está pintada con trazos fuertes, a diferencia de la de la izquierda, cuyas formas se plasman de forma suave.